# Exploration européenne de l'Afrique
L’exploration européenne de l'Afrique a commencé avec les Grecs anciens et les Romains qui ont exploré et établi des colonies en Afrique du Nord. Au XVe siècle, les Portugais, en particulier sous les ordres du prince Henri le Navigateur, ont découvert les côtes de l'Afrique de l'Ouest. La curiosité scientifique et l'esprit missionnaire chrétien ont rapidement été subordonnés à des considérations mercantiles, notamment le commerce d'esclaves. D'autres nations européennes (Hollandais, Espagnols, Français, Anglais, etc.) se sont jointes aux trafics africains, mais pendant des siècles, la connaissance européenne de l'intérieur de l'Afrique était très imprécise. Une grande partie des territoires inconnus représentés par des espaces blancs sur les cartes ont été explorés au cours d'expéditions ardues et souvent fatales au XIXe siècle.

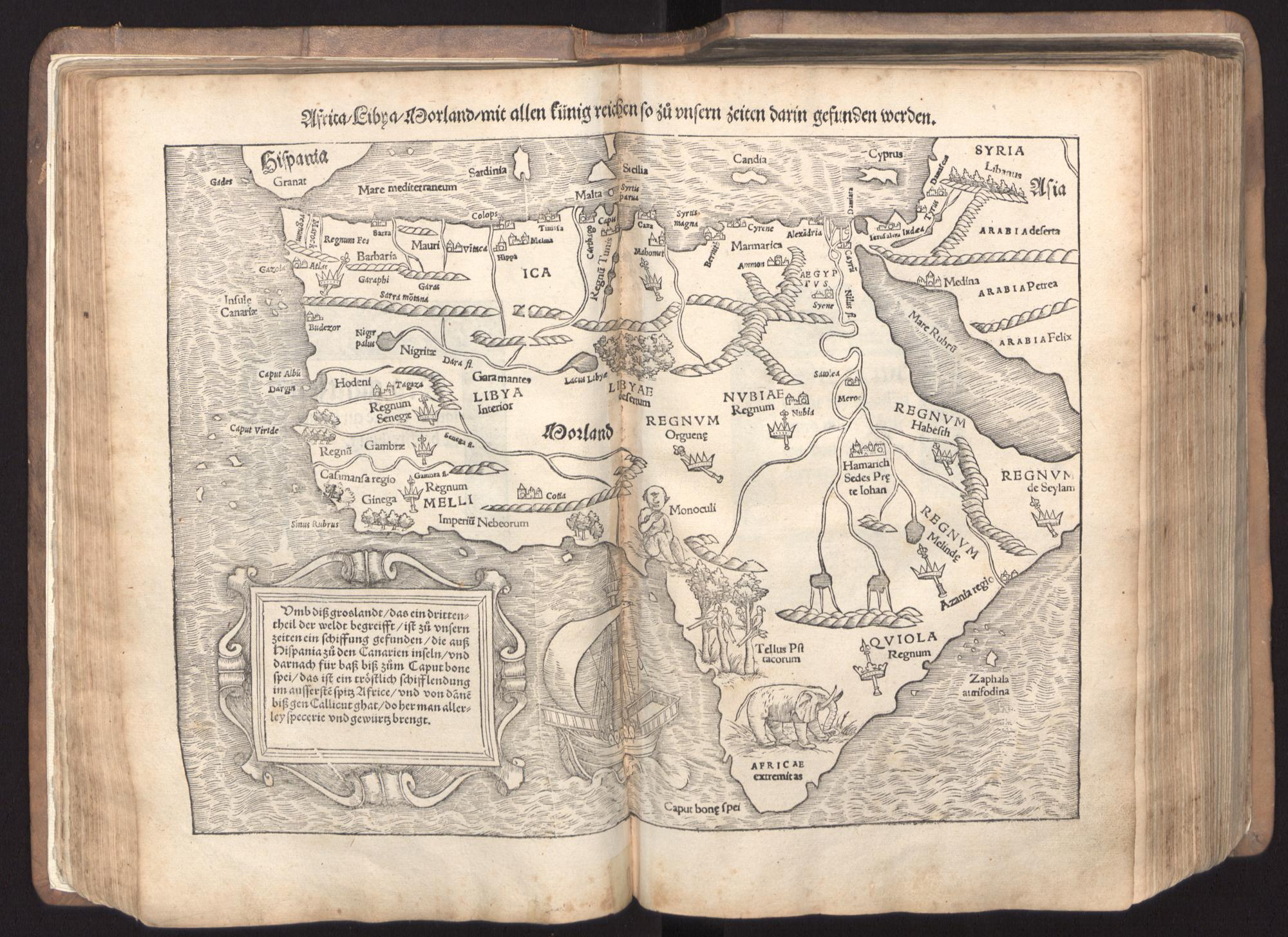
Page de la Cosmographie de Sebastian Münster, 1552

## Liens préhistoriques entre l'Europe et l'Afrique
Les relations entre l'Europe et l'Afrique sont plus anciennes que l'histoire écrite. Il semble clair que les influences de certaines cultures ont franchi la Méditerranée durant les âges du Paléolithique et du Néolithique. Ainsi, l'industrie de l'Atérien du Paléolithique tardif et la culture du Capsien toutes deux originaires de l'Afrique du Nord sont reliées à l'Europe. Certaines influences du début du Néolithique ont aussi pu arriver en Europe via l'Afrique du Nord. De plus, le phénomène des mégalithes de la période du Chalcolithique se retrouve des deux côtés de la mer Méditerranée.

## Les explorations antiques de l'Afrique

Reconstitution de la carte du monde d'Hécatée de Milet.

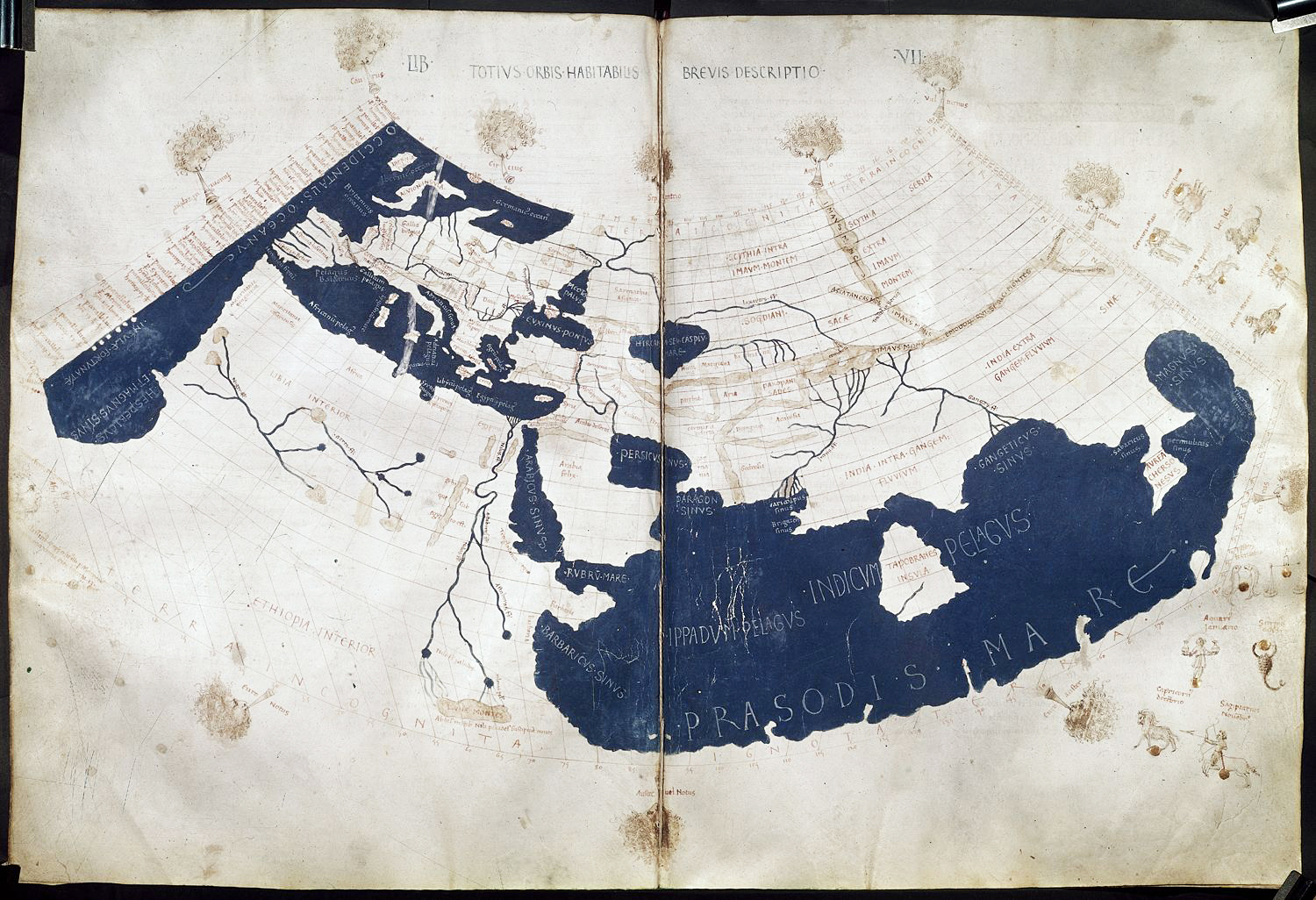
La carte du monde de Ptolémée, reconstituée au XVe siècle à partir de sa Géographie, indique les pays de Serica, Sinae (Chine) à l’extrême droite, au-delà de l’île de Taprobane (Sri Lanka, trop grande) et l’Aurea Chersonesus (Asie du Sud-Est)

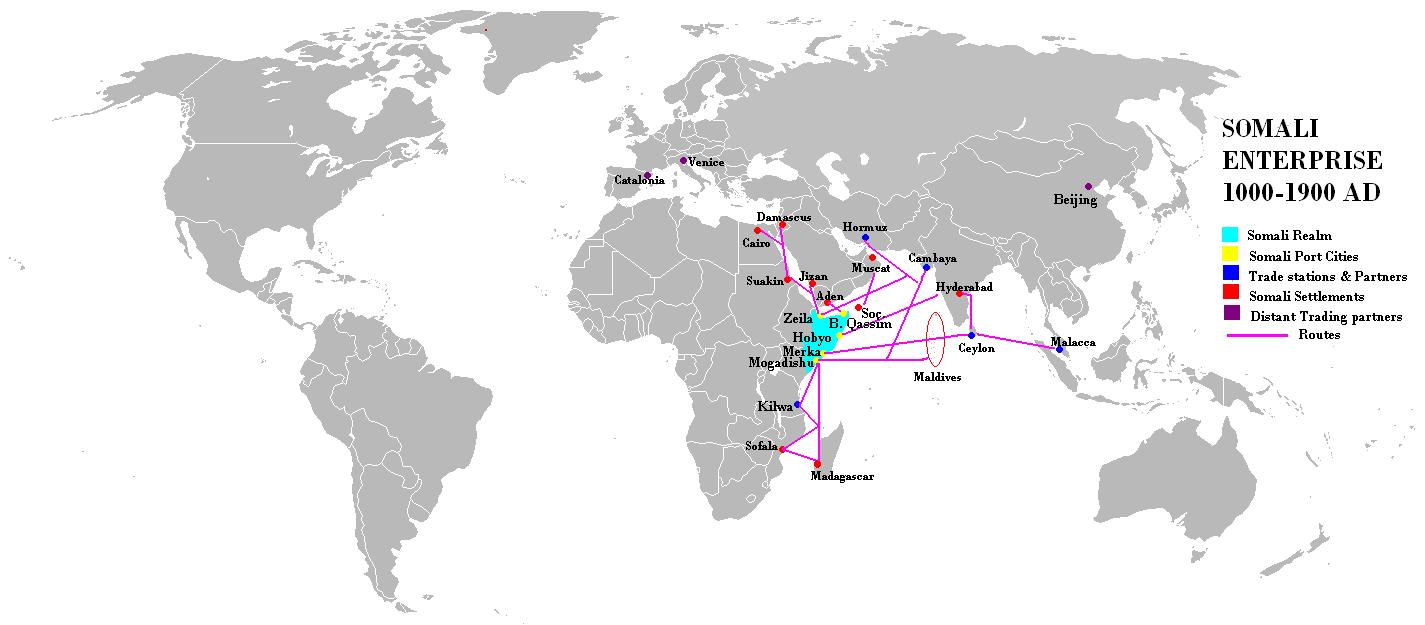
Commerce maritime en Afrique de l'Est

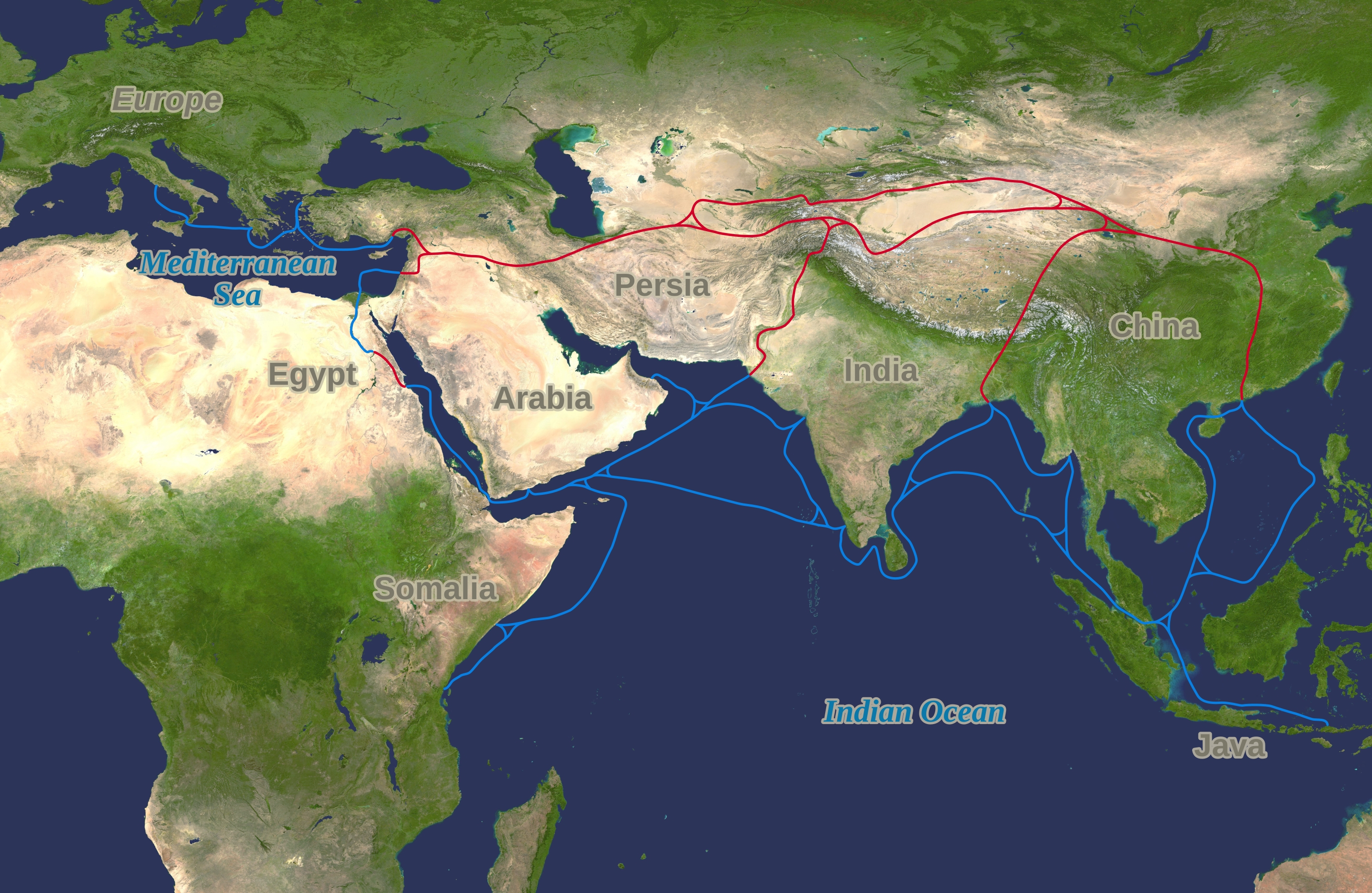
La Route de la soie

L'Afrique est nommée d'après les Afridi, une tribu qui vivait dans les environs de Carthage, dans l'actuelle Tunisie. La province d'Afrique, dans l'Empire romain, s'étend sur la côte méditerranéenne de ce qui est maintenant la Libye, la Tunisie et l'Algérie. Les régions d'Afrique au nord du Sahara sont bien connues durant l'Antiquité. Toutefois, avant le IIe siècle av. J.-C., les géographes grecs ne réalisent pas que l'étendue de terre alors connue comme étant la Libye s'étend bien au-delà du Sahara, et considèrent que le désert est bordé au sud par un océan. Ainsi, Alexandre le Grand, d'après Plutarque, envisage de naviguer depuis l'embouchure de l'Indus pour retourner en Macédoine en passant au sud de l'Afrique, en pensant emprunter ainsi un raccourci par rapport à la route terrestre. Ératosthène, vers 200 av. J.-C. estime que les terres au sud de la Méditerranée ne s'étendent pas au-delà de la Corne de l'Afrique. C'est seulement avec la carte du monde de Ptolémée, vers 150 av. J.-C., qu'il est explicitement affirmé que l'étendue de l'Afrique au sud est en fait inconnue.
L'historien grec Hérodote décrit, au Ve siècle av. J.-C., comment le pharaon égyptien Nékao II a envoyé une expédition entreprise par des marins phéniciens vers 600 av. J.-C., et qui en trois ans a réalisé une circumnavigation de l'Afrique. Ils ont navigué vers le sud, franchi ce que l'on appelle aujourd'hui le cap de Bonne-Espérance, et poursuivi leur chemin vers la Méditerranée pour retourner chez eux. Il affirme qu'ils se sont arrêtés chaque année pour semer des graines et récolter leur moisson. Ils ont déclaré à leur retour avoir navigué jusqu'à l'extrémité méridionale du continent, et qu'ils se sont retrouvés avec le soleil au nord, ce que Hérodote estime incroyable. L'égyptologue Alan Lloyd suggère que les Grecs, à cette époque comprenaient que quiconque allait suffisamment loin au sud puis tournant vers l'ouest, se retrouverait avec le soleil sur leur droite, mais ne pensaient pas que l'Afrique s'étendait à ce point au sud. Selon lui, il est « extrêmement peu probable qu'un roi égyptien aurait voulu ou aurait pu agir comme Nékao selon le récit qui en a été fait », et que cette histoire a pu être inspirée par l'échec du navigateur perse Sataspes qui, au nom de l'empereur Xerxès le Grand, a tenté sans succès d'entreprendre la circumnavigation de l'Afrique.
Les Phéniciens explorent l'Afrique du Nord et établissent plusieurs colonies et comptoirs, l'implantation la plus importante étant Carthage, fondée en 814 av. J.-C. Carthage elle-même a mené l'exploration de l'Afrique de l'Ouest. Le navigateur Hannon entreprend un voyage vers 425 av. J.-C., dont il est resté un compte-rendu en grec. Des incertitudes demeurent à propos de l'endroit que Hannon aurait atteint, identifié selon les cas, comme étant ce qui est aujourd'hui la Sierra Leone, le Cameroun ou le Gabon. Toutefois, Robin Law note que certains commentateurs font valoir que les expéditions d'Hannon ne l'ont pas emmené plus loin que le sud du Maroc. Rien dans les textes ne permet d'affirmer que les Carthaginois ont atteint, par la mer l'Afrique noire occidentale et aucun établissement antique n'a été trouvé plus au Sud de Mogador, au Maroc.
Au IIe, puis au Ier siècle av. J.-C., les Romains prennent le contrôle de Carthage et des côtes nord-africaines, de la Numidie et de la Maurétanie, et commencent à explorer ces terres, qui restent une partie de l'Empire romain jusqu'au Ve siècle apr. J.-C.

## Les Européens au Moyen Âge
Avec l'expansion de l'islam, l'Afrique du Nord est culturellement coupée de l'Europe non-musulmane. Les califats et royaumes islamiques forment une barrière entre l'Europe et le reste du monde, et les commerçants européens doivent payer de lourds tributs pour avoir accès à des marchandises très prisées comme l'or d'Afrique ou les épices et la soie d'Asie. Les républiques italiennes de Venise et Gênes se spécialisent dans ce commerce.
Par ailleurs, les juifs d'Espagne, du Portugal et du Maroc sont autorisés à commercer dans les deux régions culturelles. Parmi eux, Abraham Cresques et son fils Jehuda réalisent en 1375 l'Atlas catalan, qui améliore la connaissance européenne de l'Afrique et d'autres régions, en tirant parti des connaissances géographiques des musulmans, complétées par des déductions et de l'imagination. Cet atlas décrit l'expédition du navigateur majorquin Jaume Ferrer vers la « Rivière de l'Or » en 1346, qui selon la carte se trouve au sud du Cap Boujdour (cap Bojador), et qui est censé être l'extrémité occidentale de l'Afrique.
Les Génois, comme les Vénitiens, sont intéressés par la possibilité de contourner le monopole musulman du commerce avec l'Asie. En 1291, Tedisio Doria ordonne à Vandino et Ugolino Vivaldi d'atteindre les Indes en passant par l'océan Atlantique. Lorsque leur expédition disparait, Doria envoie des ambassadeurs à Mogadiscio pour tenter de découvrir ce qui leur est arrivé. 
Une autre source de motivation pour l'exploration européenne de l'Afrique est la rumeur d'un royaume chrétien puissant, dirigé par un roi-prêtre appelé Prêtre Jean, se trouvant soit en Asie, soit quelque part dans l'Est de l'Afrique. Le Prêtre Jean est à l'époque souvent identifié comme un roi chrétien descendant des Rois mages de la Bible. Les Européens espèrent son aide pour vaincre les nations musulmanes qui les séparent de l'Extrême-Orient, ou au moins pour contourner le monopole commercial musulman. 
En 1312, le génois Lancellotto Malocello découvre les îles Canaries. En 1341, des explorateurs italiens et portugais préparent une expédition commune. En 1342, les Catalans organisent, depuis Majorque, une expédition menée par Francesc Desvalers vers les Canaries. En 1344, le pape Clément VI nomme l'amiral français Louis de la Cerda « Roi des Îles fortunées » en échange d'une rente, ce qui autorise ce dernier à établir un royaume dans les Canaries. 
En 1402, les Français Jean de Béthencourt et Gadifer de La Salle font route vers les îles Canaries mais les découvrent déjà pillées par les Castillans. Bien qu'ils aient conquis les îles, le neveu de Béthencourt est forcé à les céder à la Castille en 1418. 
En 1455 et 1456, deux explorateurs italiens, le Vénitien Alvise Cadamosto et le Génois Antoniotto Usodimare, pour le compte du roi du Portugal, remontent le fleuve Gambie, visitent les terres du Sénégal, tandis qu'un autre marin génois, Antonio da Noli, explore le cap Vert et l'archipel des Bijagos.

## Les expéditions portugaises

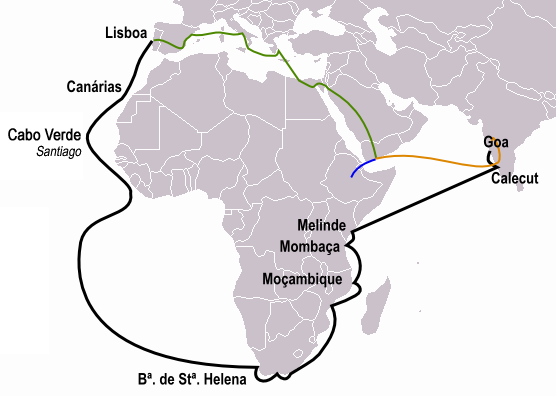
Circumnavigation

Planisphère de Cantino, 1502

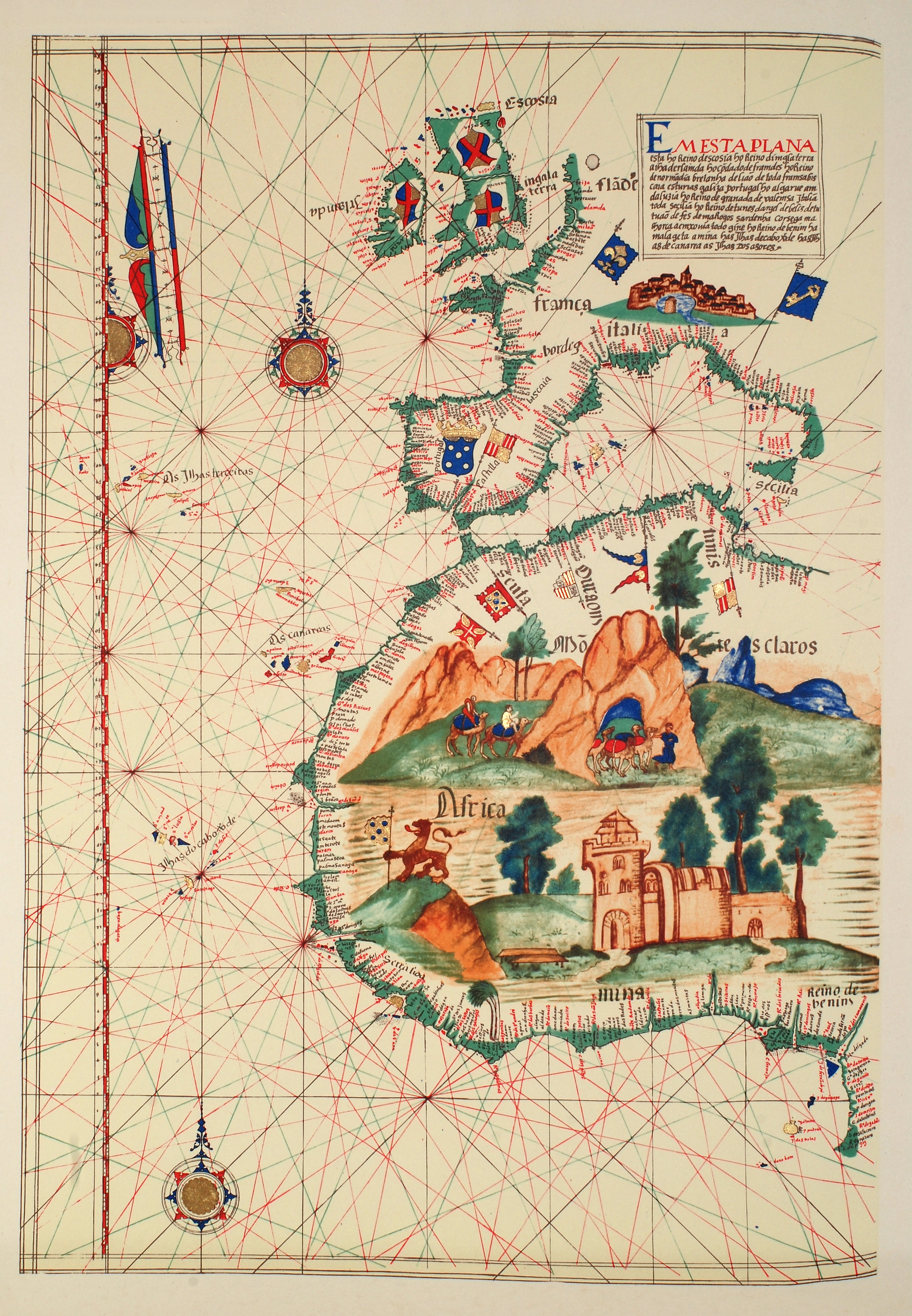
Carte nautique du cartographe Lázaro Luís, 1563

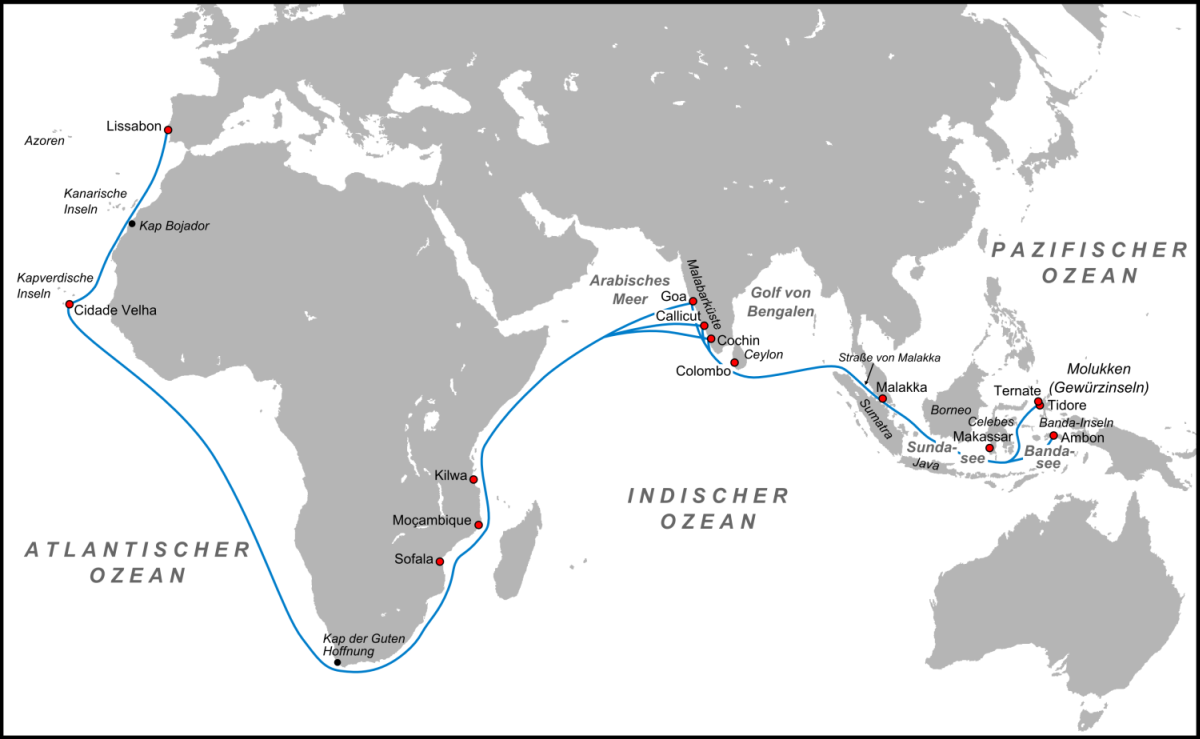
Route portugaise des épices

### La circumnavigation de l'Afrique
L'explorateur portugais Henri le Navigateur (en fait un prince de sang royal qui n'a jamais vraiment navigué) est le premier Européen à méthodiquement explorer l'Afrique et la route océanique vers les Indes. Depuis sa résidence dans la région de l'Algarve, il dirige des expéditions successives dont le but est la circumnavigation de l'Afrique pour atteindre les Indes, mais la première circumnavigation de l'Afrique a été effectué probablement vers 610 av JC selon Hérodote, soit 2000 ans plus tôt par les phéniciens, excellents navigateurs. En 1420, il lance une expédition pour s'emparer de l'île inhabitée mais stratégique de Madère. En 1425, il tente la même opération avec les îles Canaries, mais celles-ci sont déjà sous le contrôle de la Castille. En 1431, une autre expédition portugaise atteint et annexe les Açores. 
Le long de la côte occidentale de l'Afrique, la progression est régulière. Les navigateurs portugais dépassent le Cap Boujdour (cap Bojador) en 1434 et le Ras Nouadhibou (Cap Blanc) en 1441. En 1433, ils construisent une forteresse sur l'île d'Arguin, dans l'actuelle Mauritanie, échangeant des vêtements et des céréales contre de l'or et des esclaves. C'est la première fois que le légendaire "or du Soudan" arrive en Europe sans passer par des intermédiaires musulmans. La plupart des esclaves sont envoyés à Madère, qui devient, après une importante déforestation, la première colonie européenne de plantations. Entre 1444 et 1447, les Portugais explorent les côtes de ce qui est aujourd'hui le Sénégal, la Gambie et la Guinée. En 1456, un capitaine vénitien sous commandement portugais explore les îles du Cap-Vert. En 1462, deux ans après la mort du prince Henri, les marins portugais explorent l'archipel des Bijagos (actuelle Guinée-Bissau) et explorent un littoral qu'ils baptisent Sierra Leone ("la montagne du lion"). 
En 1469, le marchand Fernão Gomes obtient les droits d'exploration de l'Afrique pour cinq ans. Sous sa direction, les Portugais atteignent le Ghana actuel et s'installent à La Mina ("la mine"), plus tard rebaptisé Elmina. Ils ont finalement atteint un pays où se trouve de l'or en abondance, d'où le nom de Côte de l'Or qui sera plus tard donné à ce territoire. En 1472, Fernando Pó découvre l'île qui va porter son nom pendant des siècles (actuellement Bioko), et un estuaire abondant en crevettes (camarão en portugais), ce qui donne son nom au Cameroun. Un peu plus tard, la ligne de l'Équateur est franchie par les Européens. Le Portugal établit une base à Sāo Tomé qui, après 1485, est colonisé en y envoyant des criminels. Après 1497, des juifs espagnols et portugais expulsés y trouvent un refuge. En 1482, Diogo Cão atteint l'embouchure d'un large fleuve et apprend l'existence d'un grand royaume, le Kongo. En 1485, il explore ce cours d'eau en amont.
Mais les Portugais veulent, avant toute chose, trouver une route vers les Indes, et essaient toujours de réussir la circumnavigation de l'Afrique. En 1485, l'expédition de João Afonso d'Aveiros (pt), accompagné de l'astronome allemand Martin Behaim, explore le golfe du Bénin, et revient avec des informations sur les royaumes africains de la région. 
En 1488, Bartolomeu Dias, secondé par le pilote Pêro de Alenquer (pt), après avoir surmonté une mutinerie, dépasse un cap où son navire est pris par une tempête, et qu'il appelle « cap des Tempêtes ». Il suit la côte pendant quelques jours, avant de réaliser qu'il navigue vers l'est, voire aussi vers le nord. Manquant de vivres, il fait demi-tour, avec la conviction que l'extrémité de l'Afrique a enfin été atteinte. À son retour au Portugal, cette expédition étant pleine de promesses, le cap est rebaptisé cap de Bonne-Espérance.

### Le contrôle portugais sur l'océan Indien
Finalement, en 1497 et 1498, Vasco de Gama, ayant lui aussi Alenquer comme pilote, suit une route directe vers le cap de Bonne-Espérance en passant par l'île de Sainte-Hélène. Il va au-delà du point le plus éloigné atteint par Dias et baptise le pays qu'il découvre Natal, actuellement en Afrique du Sud. Ensuite, il se dirige vers le nord, débarquant à Quélimane (Mozambique), à Mombasa, où il rencontre des marchands chinois, et à Malindi (Kenya). Dans cette ville, il recrute des pilotes arabes et navigue directement vers Calicut, sur la côte occidentale des Indes orientales. Le 28 août 1498, le roi Manuel Ier informe le pape Alexandre VI que le Portugal a atteint les Indes. Cinq ans auparavant, ce dernier, par la bulle Inter caetera, a partagé le Monde entre l'Espagne et le Portugal en deux hémisphères. L'Afrique se situe dans la partie portugaise.
L'Égypte des Mamelouks et Venise réagissent violemment en apprenant la nouvelle. Depuis la mer Rouge, leurs forces attaquent conjointement les navires portugais qui commercent avec les Indes. La flotte portugaise remporte contre eux la bataille de Diu en 1509. La réaction indifférente de l'Empire ottoman aux explorations des Portugais permet à ces derniers de détenir le contrôle quasi exclusif de l'océan Indien. Ils établissent de nombreuses bases le long de la côte orientale de l'Afrique, du Mozambique à la Somalie, et s'emparent d'Aden (Yémen) en 1513.
En 1500, une flotte portugaise commandée par Pedro Álvares Cabral, prend la même route que Vasco de Gama, mais, après avoir découvert le Brésil, est dispersée par une tempête au large du cap de Bonne-Espérance. Bartolomeu Dias, capitaine d'un des navires disparait. Un autre navire, commandé par son frère Diogo Dias est isolé du reste de la flotte et erre jusqu'à une côte d'une terre inconnue, qui sera, deux ans plus tard baptisée Madagascar sur une carte maritime. Ce n'est cependant qu'entre 1613 et 1619 que les Portugais explorent cette île en détail. Ils signent des traités avec des chefs locaux et y envoient les premiers missionnaires, qui ne parviennent pas à faire croire aux populations locales en l'existence de l'Enfer, et seront plus tard expulsés.

### Le Portugal et les royaumes africains

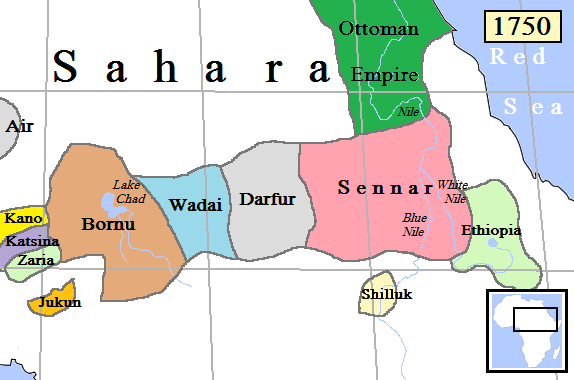
Royaume du Kanem-Bornou et voisins en 1750

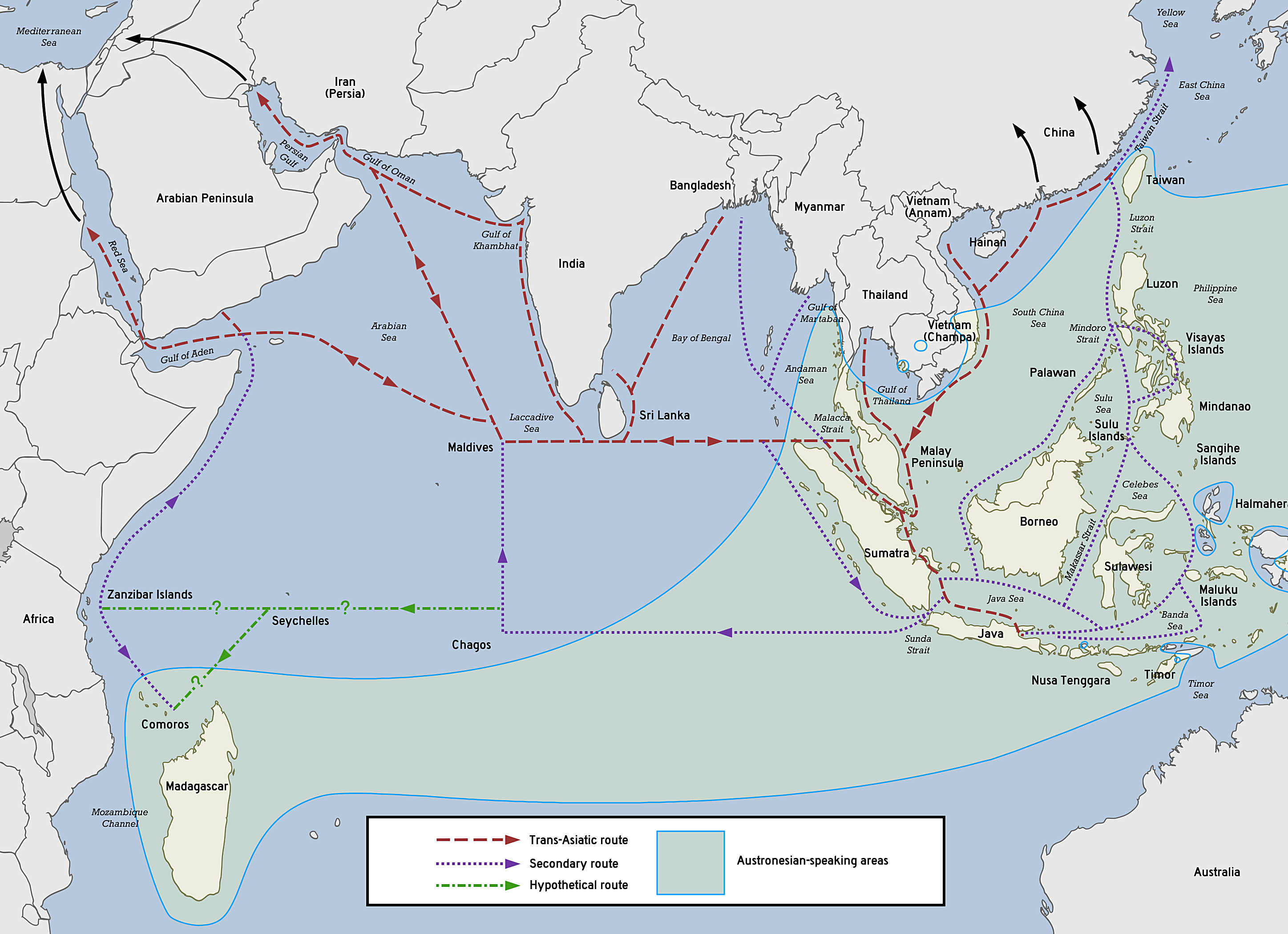
Anciennes routes commerciales austronésiennes dans l'Océan Indien

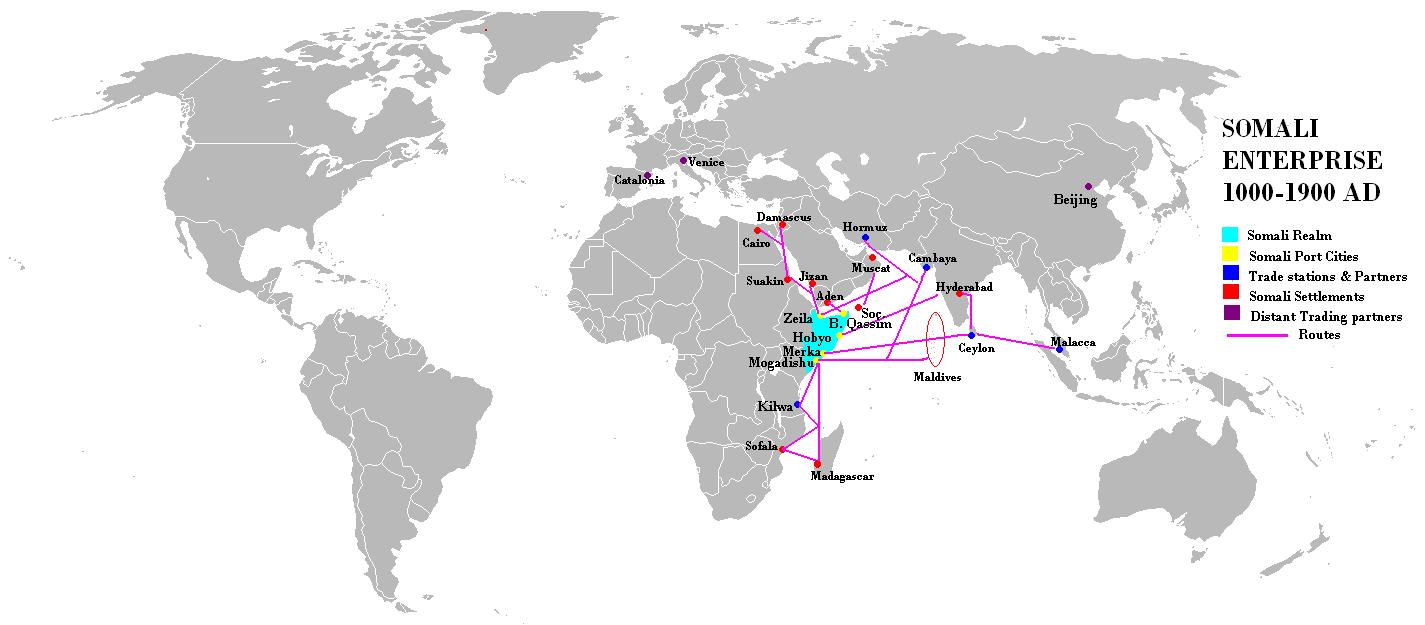
Commerce somali

"La colonisation portugaise de certaines parties de l'Afrique a un impact très négatif sur certaines civilisation. "Avant les années 1580, ils ont détruit la civilisation afro-musulmane swahilie du Zanj en Afrique de l'Est, qui leur faisait concurrence pour le commerce en Afrique. Deux autres royaumes africains importants, le Kongo et le Monomotapa, sont également détruits par les conquérants portugais." (non documenté)
Les relations avec le Kongo sont initialement bonnes : les Congolais embrassent le catholicisme et accueillent favorablement les missionnaires et commerçants portugais. Mais la traite des esclaves devient un sujet de discorde majeur dans la région. Les Portugais (et plus tard les Hollandais) soutiennent les États guerriers et esclavagistes des Chagas, qui ne cessent d'attaquer et piller le Kongo.
Les Portugais utilisent aussi le Kongo pour affaiblir le royaume voisin du Ndongo, où la reine Nzinga oppose une résistance farouche mais sans espoir aux ambitions des Portugais et des Chagas. Le Portugal intervient militairement dans ces conflits, créant la base de leur colonie qui prendra le nom d'Angola. En 1663, après un autre conflit, la couronne royale du Kongo est envoyée à Lisbonne. Néanmoins, un royaume du Kongo survit jusqu'en 1885, quand le dernier roi, Pedro V cède son territoire quasi inexistant au Portugal.
Les Portugais traitent aussi l'autre État important de l'Afrique australe, le Monomotapa (dans l'actuel Zimbabwe), d'une manière similaire : le Portugal intervient dans une guerre locale en espérant obtenir d'importantes richesses minérales, et imposer un protectorat. Mais, alors que l'autorité du Monomotapa diminue à cause de la présence étrangère, l'anarchie règne. Les mineurs locaux migrent et bouchent les mines pour éviter qu'elles ne tombent entre les mains des Portugais, qui finissent par se retirer en 1693.

## L'apparition des Hollandais
Au XVIIe siècle, les Hollandais commencent à explorer et coloniser l'Afrique. Pendant qu'ils mènent une longue guerre d'indépendance contre l'Espagne, le Portugal s'est temporairement (1580-1640) unifié avec son voisin ibérique. En conséquence les ambitions coloniales croissantes des Pays-Bas sont dirigées essentiellement contre les possessions portugaises affaiblies. À cet effet, deux compagnies hollandaises sont fondées : la Compagnie des Indes orientales pour l'océan Indien, et la Compagnie des Indes occidentales pour l'océan Atlantique. Cette dernière conquiert Elmina en 1637 et Luanda en 1640. En 1648, les Portugais les expulsent de Luanda. Les Hollandais construisent 16 forts sur le littoral africain, notamment à Gorée (Sénégal), se substituant partiellement au Portugal comme puissance impliquée dans la traite négrière. Les Hollandais s'installent durablement dans la future Afrique du Sud, une région ignorée par les Portugais, que les Hollandais décident de développer en raison de sa position stratégique sur la route vers l'Extrême-Orient. Jan van Riebeeck fonde Le Cap en 1652, prélude à l'exploration et la colonisation de l'Afrique du Sud.

## L'exploration auXIXesiècle

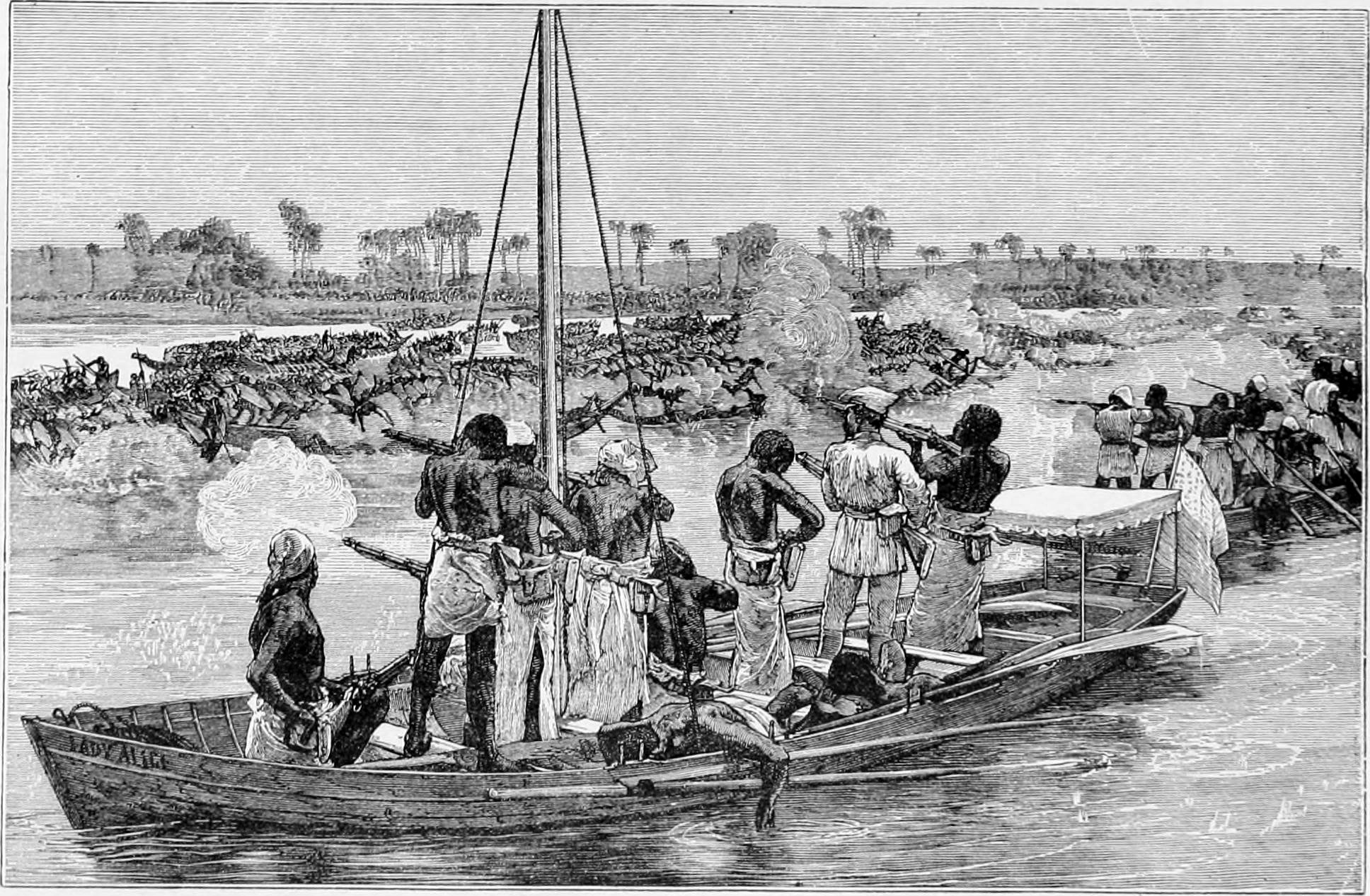
Le bateau Lady Alice de Henry Morton Stanley lors de sa recherche des sources du Nil sur les grands lacs africains, sur la rivière Lualaba et le fleuve Congo

Avec l’essor du mouvement abolitionniste et la prohibition de la traite négrière (1807 pour l’Angleterre), certains explorateurs au XIXe siècle portent sur l’Afrique intérieure un regard différent. Ils s'attachent à en connaître la géographie, à en évaluer le potentiel et à en approcher les peuples de près. Si le racisme et les préjugés ne sont pas absents de leurs récits de voyage, l’estime et parfois la bienveillance sont également là. Ces « voyages ne témoignent encore ni d'un culte de l'héroïsme, ni d'un âge impérialiste où le Blanc arriverait en vainqueur. Ils reflètent plutôt une rencontre, dans tous les sens du terme. Une rencontre à hauteur d'hommes, entre quelques Européens et de multiples et divers Africains ».

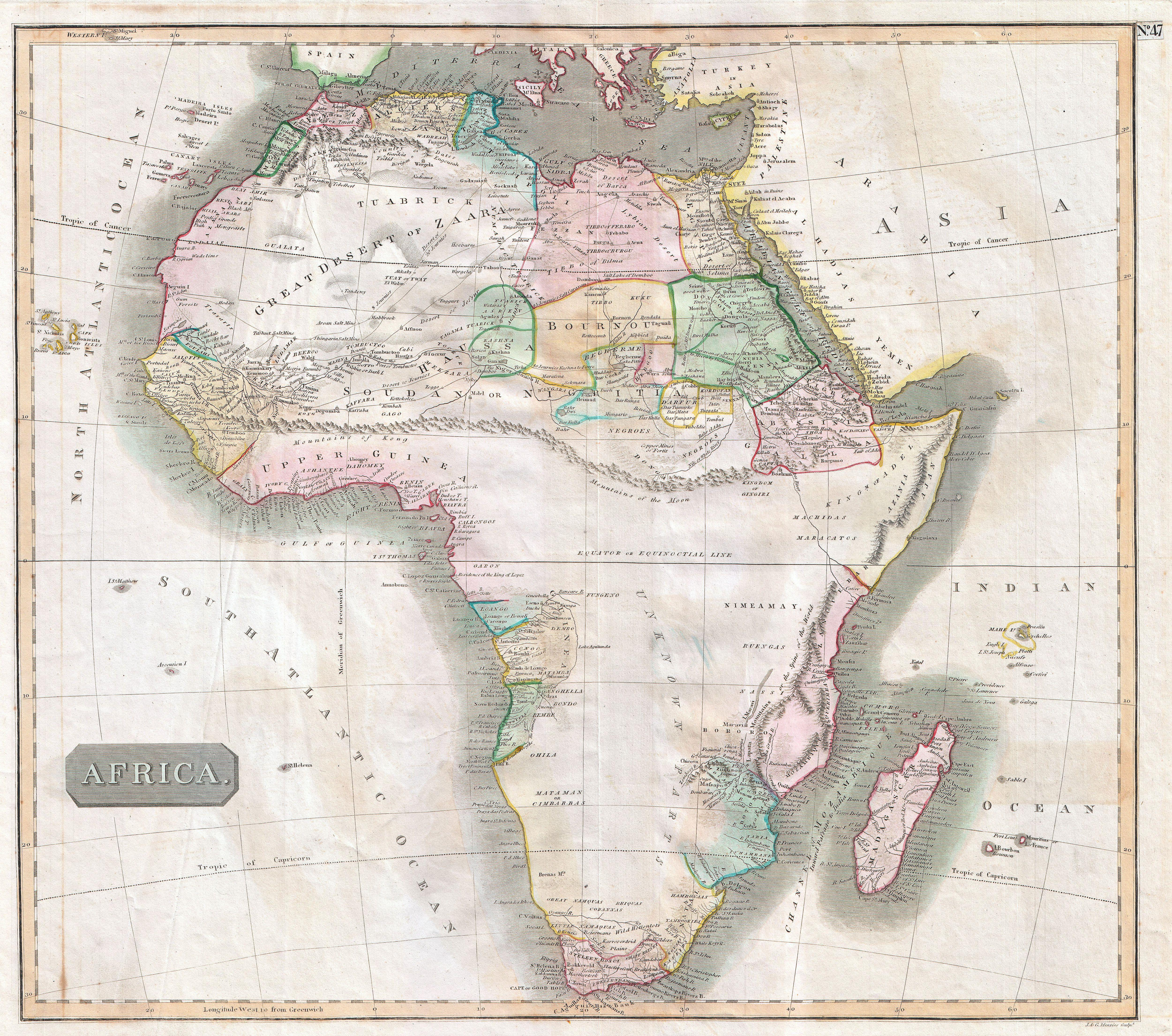
Carte de l'Afrique par John Thomson, 1813
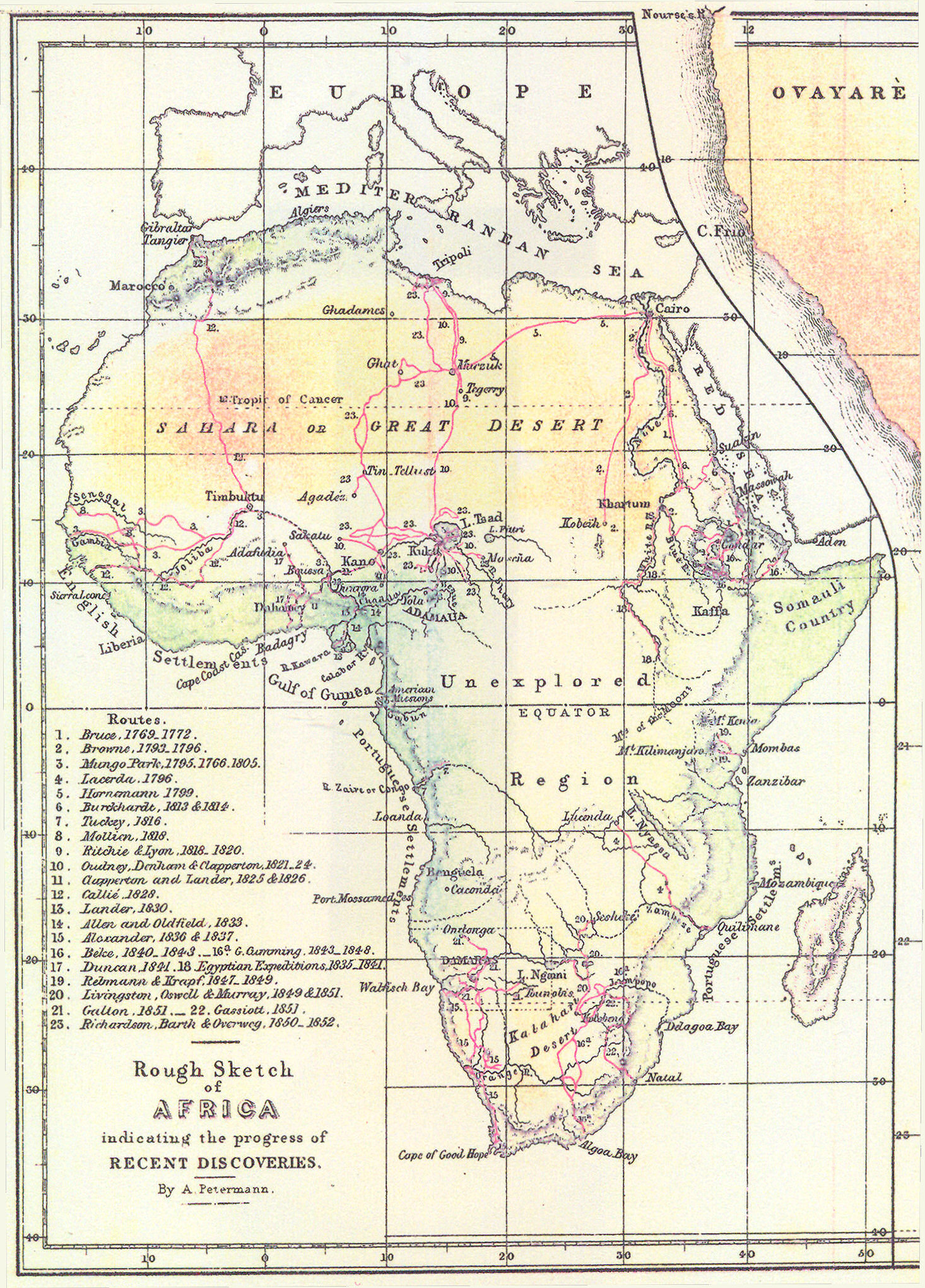
Carte de l'Afrique par Francis Galton, 1853
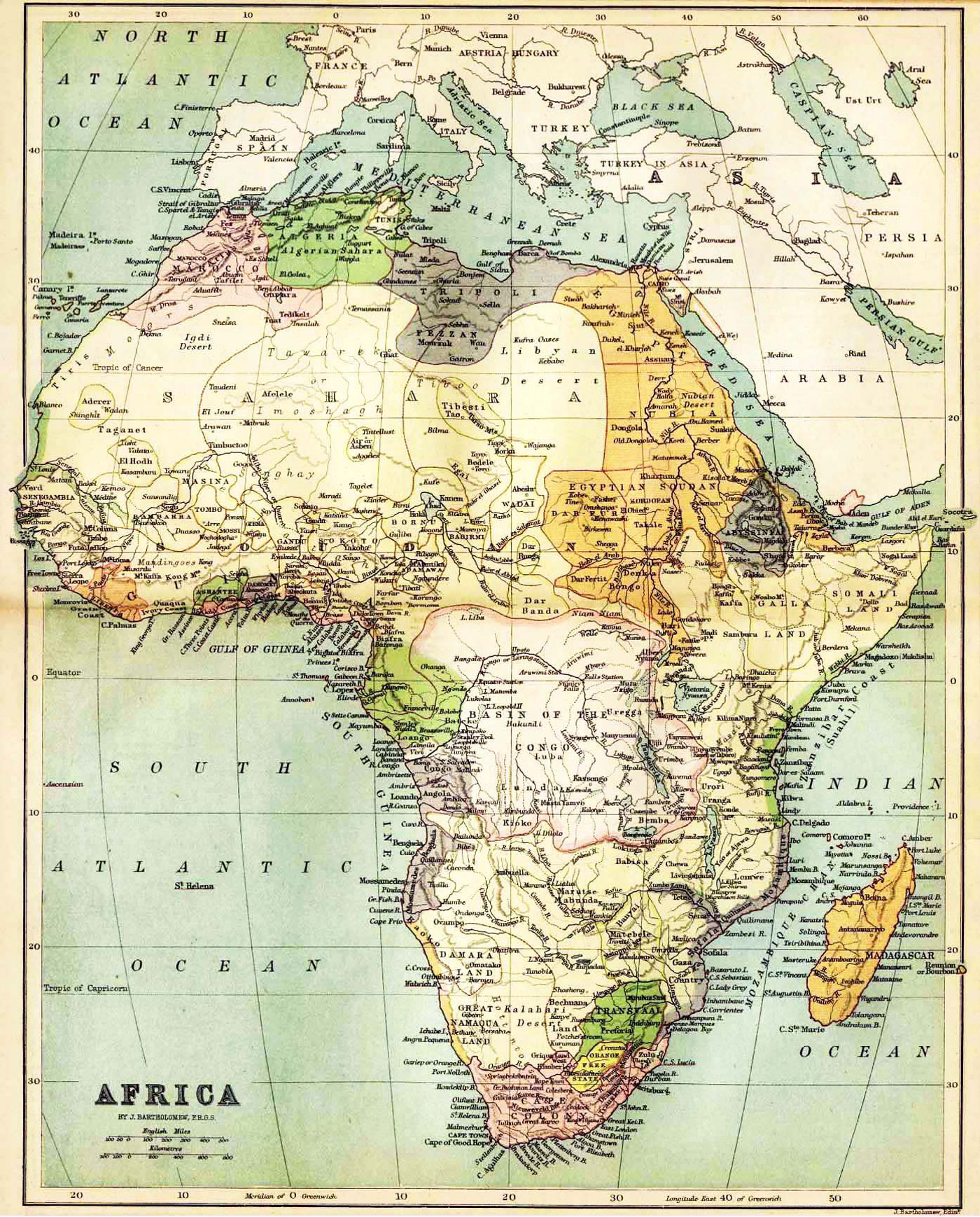
Carte de l'Afrique par John George Bartholomew (en), 1885